# Brenda Marshall
Brenda Marshall est une actrice américaine née le 29 septembre 1915 et morte le 30 juillet 1992.

## Biographie
Née Ardis Ankerson dans l'île de Negros aux Philippines, Brenda Marshall fait sa première apparition dans le film Agent double (Espionage Agent) en 1939.
L'année suivante, elle tient le rôle féminin principal dans le film L'Aigle des mers avec Errol Flynn.
Peu de temps après, en 1941, elle épouse William Holden avec qui elle a deux fils : Peter Westfield, en 1944, et Scott Porter en 1946. Sa fille Virginia, née d'une précédente union avec Richard Gaines (qui a duré de 1936 au 18 juin 1940), est adoptée par Holden. En même temps, sa carrière décline rapidement. 
Elle tourne cependant quelques films, notamment Les Chevaliers du ciel (Captains of the Clouds) avec James Cagney, et, en 1943, Tessa, la nymphe au cœur fidèle (The Constant Nymph) qui est un succès populaire. 
Cependant, elle disparaît peu à peu des écrans, apparaissant seulement dans quelques films assez peu intéressants. 
En 1950, elle prend définitivement ses distances avec le cinéma.
Après plusieurs séparations, Brenda Marshall et William Holden divorcent en 1971. 
Elle meurt d'un cancer de la gorge à l'âge de 76 ans, à Palm Springs en Californie.

## Filmographie
- 1939 :  Blackwell's Island  de William C. McGann et Michael Curtiz : la secrétaire de Reynolds
- 1939 : Agent double (Espionage Agent) : Brenda Ballard
- 1940 : The Man Who Talked Too Much : Celia Farrady
- 1940 : L'Aigle des mers (The Sea Hawk) : Doña Maria Alvarez de Cordoba
- 1940 : Money and the Woman : Barbara Patteson
- 1940 : Tête chaude (East of the River) de Alfred E. Green : Laurie Romayne
- 1940 : South of Suez : Katharine 'Kit' Sheffield
- 1941 : Des pas dans la nuit (Footsteps in the Dark) de Lloyd Bacon : Rita Warren
- 1941 : Singapore Woman de Jean Negulesco : Vicki Moore
- 1941 : Highway West : Claire Foster
- 1941 : 'Smiling Ghost, The' : Lil Barstow
- 1942 : Les Chevaliers du ciel (Captains of the Clouds) : Emily Foster
- 1942 : You Can't Escape Forever : Laurie Abbott
- 1943 : Tessa, la nymphe au cœur fidèle (The Constant Nymph) : Toni Sanger
- 1943 : Intrigues en Orient (Background to Danger) : Tamara Zaleshoff
- 1943 : Paris After Dark : Yvonne Blanchard
- 1946 : Strange Impersonation : Nora Goodrich
- 1948 : Smith le taciturne (Whispering Smith) : Marian Sinclair
- 1950 : The Iroquois Trail : Marion Thorne